# The Way We Are
Pour plus de détails, voir Fiche technique et Distribution.
The Way We Are (Tin shui wai dik yat yu ye) est un film hongkongais réalisé par Ann Hui, sorti en 2008.

## Synopsis
A Tin Shui Wai dans les Nouveaux Territoires, madame Cheung vit avec son fils adolescent Ka-on. Elle travaille à mi-temps dans le supermarché local, alors que Ka-on traine à la maison et se rend occasionnellement à des réunions d'une confrérie. Ils font la rencontre de leur nouveau voisin, une vieille femme qui vit seule, et rejoint madame au supermarché. La mère de madame Cheung entre à l'hôpital : sa fille est trop occupé pour lui rendre visite mais Ka-on va la voir de temps en temps, lui apportant de la soupe.

## Fiche technique
- Titre : The Way We Are
- Titre original : Tin shui wai dik yat yu ye
- Réalisation : Ann Hui
- Scénario : Lui Yau-wah
- Pays d'origine : Hong Kong
- Format : Couleurs - 1,85:1 - Dolby Digital - 35 mm
- Genre : Drame
- Durée : 90 minutes
- Date de sortie : 2008

## Distribution
- Pau Hei-ching : Madame Cheung
- Leung Chun-lung : Cheung Ka-on
- Idy Chan : mademoiselle Tsui
- Chan Lai-wan : grand-mère Leung Foon
- Chan Lai-hing : grand-mère de Ka-on
- Clifton Ko Chi-sum : oncle Chuen
- Vincent Chui Wan-shun : oncle